# Kegelviltmollisia
De kegelviltmollisia (Mollisia strobilicola) is een schimmel behorend tot de familie Mollisiaceae. Hij leeft op kegels van den. Hij komt voor in gemengde bos en naaldbos.

## Verspreiding
In Nederland komt de kegelviltmollisia zeer zeldzaam voor. 